# Смолянка (притока Савранки)
Смоля́нка — річка в Україні, в межах Кодимського і Балтського районів Одеської області. Права притока Саврані (басейн Південного Бугу).
 Історичні назви річки — Саражинка.

## Опис
Довжина річки 39 км. Долина порівняно вузька, глибока, порізана балками і ярами; її праві схили дещо вищі від лівих, місцями круті. Річище звивисте. Заплава місцями заболочена. Споруджено кілька ставків.

## Розташування
Смолянка бере початок на північному сході від села Смолянки. Тече спершу на північний схід, далі — переважно на схід, у пригирловій частині — на північний схід. Впадає до Саврані біля південної околиці села Пужайкове.